# Norman Davidson
Norman Ralph Davidson (Chicago, 5 de abril de 1916 – Pasadena, 14 de fevereiro de 2002) foi um químico estadunidense.